# Schloss Rohrau

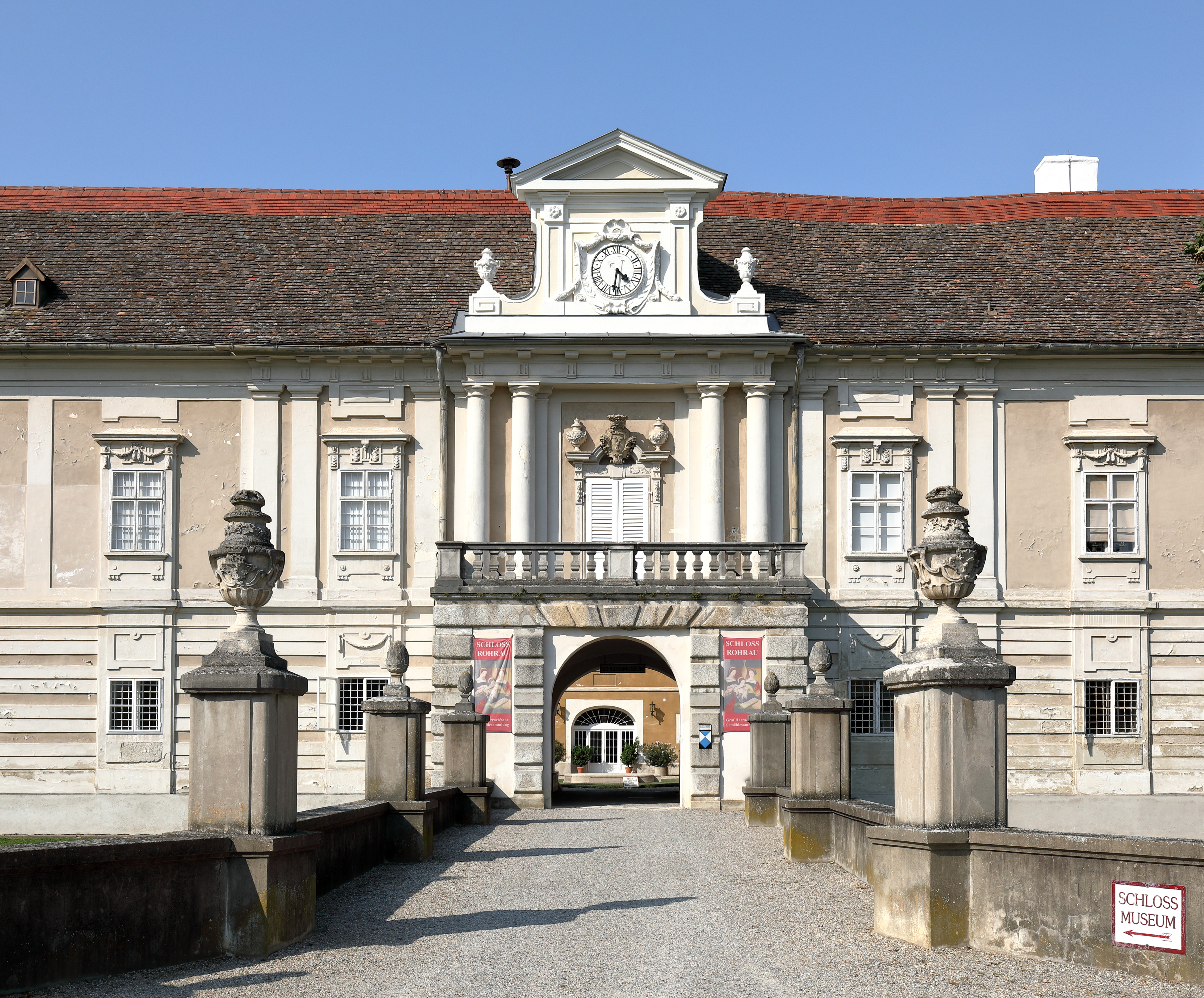
Schloss Rohrau

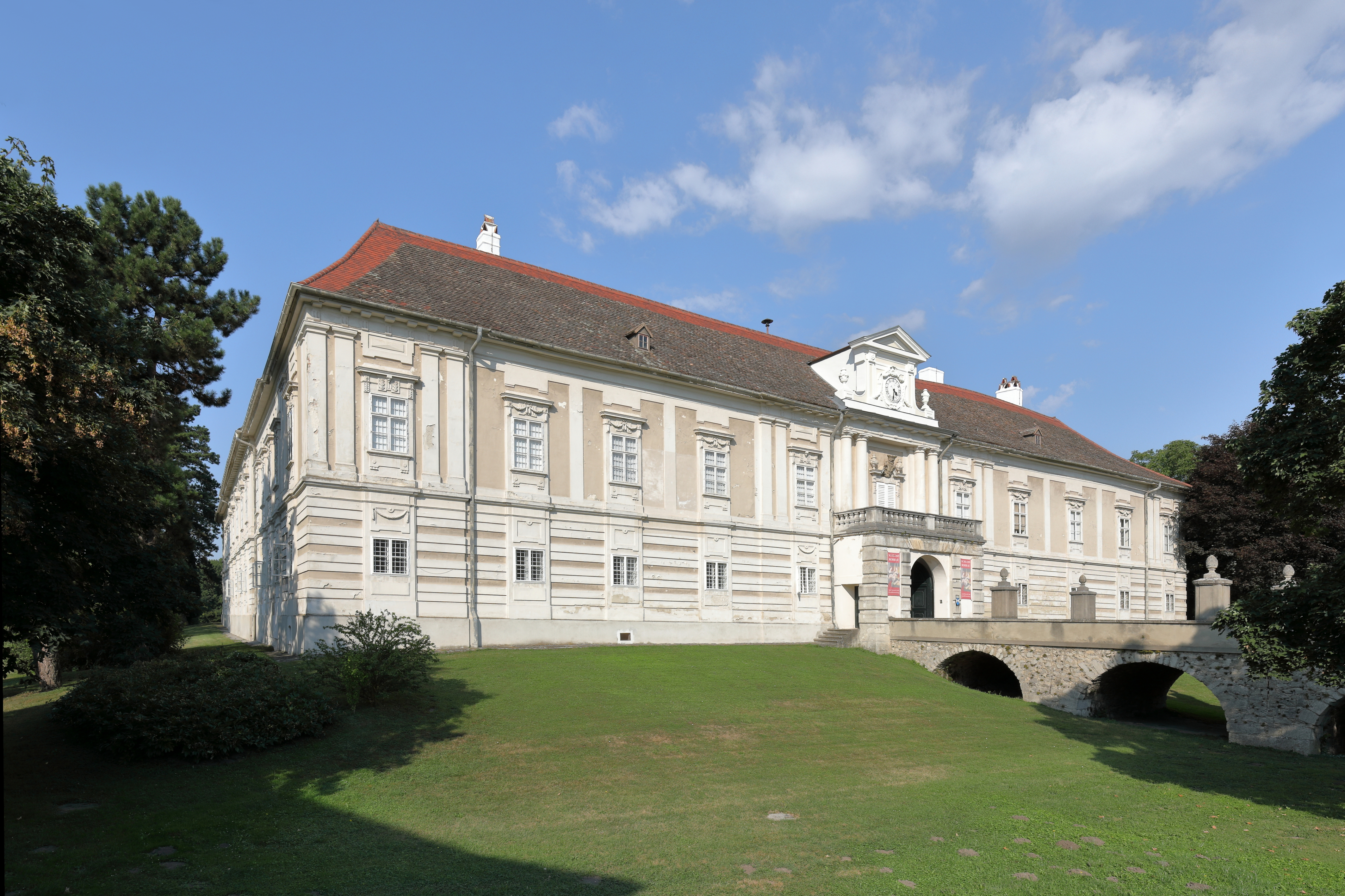
Ostansicht

Das Schloss Rohrau liegt in der Gemeinde Rohrau an der niederösterreichischen Grenze zum Burgenland. Das Gebäude birgt die Gemäldesammlung der Grafen von Harrach. Das Gebäude steht unter Denkmalschutz (Listeneintrag).

## Mittelalterliche Burg und Herrschaft
Agnes von Poitou  († 1077), die Witwe Kaiser Heinrichs III., gab Rohrau – zusammen mit der benachbarten Herrschaft Petronell – als Lehen an den Pfalzgrafen Rapoto V. von Bayern aus dem Geschlecht der Grafen von Vohburg (Diepoldinger-Rapotonen), der 1099 verstarb. Erbe war sein Vetter Markgraf Diepold III., der die Herrschaft Vohburg an der Donau und die Mark Cham besaß, außerdem Ländereien im Chiemgau und in Schwaben, und der seine Herrschaft durch Landesausbau im Egerland erweiterte. Diepold III. brachte als Gefolgsmann einen Edelfreien namens Hugo mit nach Österreich. Diesen belehnte er mit Petronell und Rohrau. Ab 1136 erscheint er als Hugo von Liechtenstein († 1156), da er um 1135–1140 die Burg Liechtenstein erbauen ließ, deren Ländereien er – neben einigen anderen – von den Babenbergern zu Lehen erhalten hatte. Er gilt als der Stammvater des Hauses Liechtenstein. Petronell und Rohrau waren im Hochmittelalter Hauptsitze der Liechtensteiner. Zu Petronell gehörte umfangreicher Grundbesitz, der sich von der Donau im Norden bis nach Rohrau an der Leitha im Süden erstreckte und auch Fischerei und Jagdrechte umfasste. Erstmals 1240 wird Rohrau als eigenständiger Rittersitz mit einem Dietrich de Rorow (aus dem Haus Liechtenstein) erwähnt. Diese Linie starb 1278 mit Dietrich III. aus.
Seine Tochter Diemut von Liechtenstein brachte die Herrschaft ihrem Gemahl Leutold I. von Stadeck († 1292/95) zu. Nach dem Tod des letzten Stadeckers, Johann († 1399), wollte Herzog Wilhelm die Herrschaft 1400 einziehen und seinem Bruder Ernst dem Eisernen zuwenden, doch dem Vormund der Stadecker Erbtochter Guta, Graf Hermann II. von Cilli, gelang es, Rohrau als Reichslehen zu deklarieren, und er wurde 1400 von König Wenzel mit Rohrau belehnt. 1402 kam Rohrau an Graf Ulrich, Sohn von Hugo von Montfort-Pfannberg, der Guta geheiratet hatte. 1404 belehnte König Ruprecht die Montforts offiziell mit Burg und Herrschaft, die sie 120 Jahre lang innehatten.

## Die Familie Harrach
Das Geschlecht der Harrach tauchte erstmals im 13. Jahrhundert in Südböhmen auf, danach im oberösterreichischen Mühlviertel, u. a. in Freistadt begütert, sodass sich eine österreichische Linie derer von Harrach bildete. In der Folge erwarben die Harrachs Besitz in der Steiermark und in Kärnten. Der Schwerpunkt ihrer Interessen verlagerte sich im Lauf der Zeit nach Wien und Niederösterreich.
Leonhard III. von Harrach erwarb 1524 die Herrschaft und Festung Rohrau in Niederösterreich und erhielt auch die Erlaubnis, sich nach dieser zu benennen. Zur Zeit der Gegenreformation nahm sein Sohn Leonhard IV. eine entschieden katholische Stellung ein, was für die Familie in Zukunft von großer Bedeutung sein sollte. Vom römisch-deutschen König und späteren Kaiser Ferdinand I. wurde er 1552 in den Reichsfreiherrenstand erhoben und von König Philipp II. von Spanien 1584 in den Orden vom Goldenen Vlies aufgenommen. Als er sich 1586 nach seiner 55-jährigen Dienstzeit vom Hof zurückzog, begab er sich auf das zu einem prächtigen Wasserschloss ausgebaute Rohrau. Leonhard IV. starb 1590 und wurde in der Augustinerkirche zu Wien beigesetzt.
1593 standen die Türken vor den Mauern der Burg und bereiteten Festung und Umland bedrängte Zeiten. Das Kastell wurde durch Belagerung und Kampfhandlungen schwer in Mitleidenschaft gezogen, nachfolgende Restaurierungsarbeiten sind im Gräflich Harrachschen Familienarchiv dokumentiert.

## Neubau 1599–1605

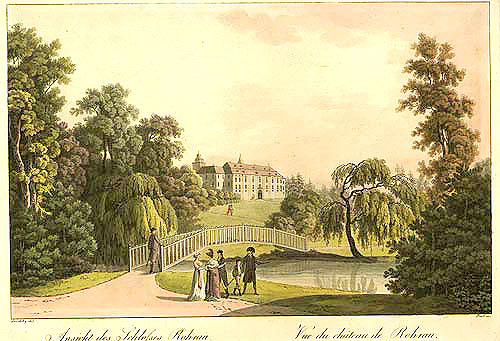
Ansicht des Schlosses Rohrau (um 1800)

Maurermeister Leonhard Pall von Sommerein am Leythaberg verrechnete 552 Tagewerk Maurerarbeit, die er mit seinen Gesellen daselbst zu Schloss Rohrau am Neuen Gebäude, auch Gewölbe usw. ausführte. Für das Tagwerk waren 18 Kreuzer Bargeld zu reichen, samt dem täglichen Essen und Trinken, gesamt 165 fl. 36 Kreuzer.
Steinmetzmeister Antonius Tencalla im kayßerischen Steinbruch am Leythaberg verrechnete aus Kaiserstein hergegebene Tür- und Fensterstein, Staffel zum Schnecken ins Neue Gebäude, samt Gesims auf die Altan. Weiters fünf steinerne Fensterköpfe, den steinernen Pranger im Markt Rohrau, die Quadersteine des Neuen Tores im Äußeren Schloss samt Gesims, zuletzt ein Schöpfbrunnen im Inneren Schloss. Der wohlgeborene Freiherr Karl von Harrach hatte durch seinen Pfleger Hans Rößler 261 Gulden 21 Kreuzer entrichtet und bezahlen lassen.

## Graf Harrach’sche Familiensammlung

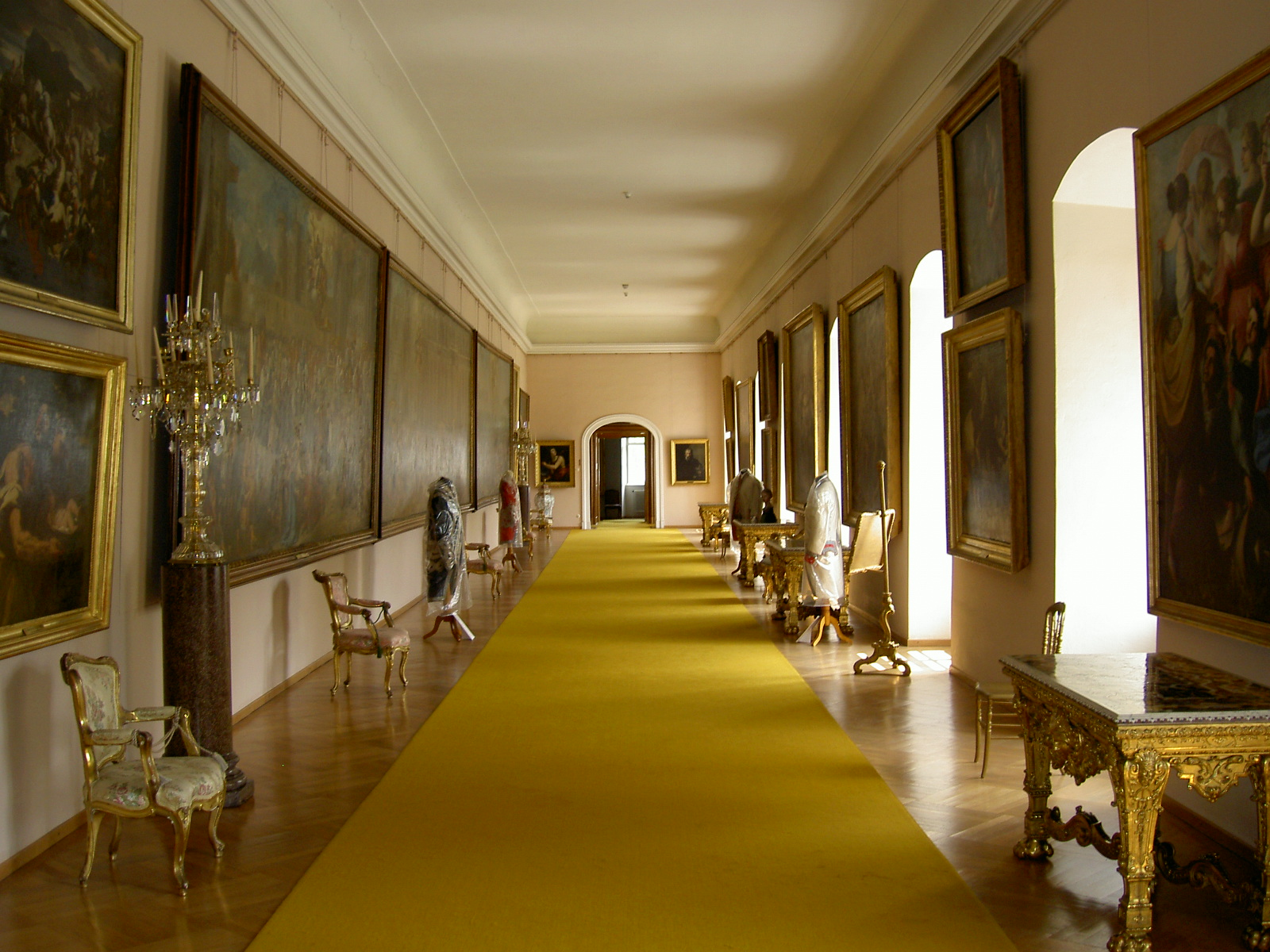
Blick in die Gemäldegalerie der Harrach´schen Familiensammlung

Das Schloss beherbergt die Graf Harrach’sche Familiensammlung, eine der bedeutendsten privaten Kunstsammlungen in Österreich. Im April 2006 brachen unbekannte Täter in das Schloss ein und stahlen 16 Bilder von flämischen Künstlern wie Rembrandt, van Dyck, Rubens und Pieter Snayers.
Schloss, Gut und Gemäldesammlung gelangten inzwischen im Erbweg an die aus dem Allgäu stammende Familie von Waldburg-Zeil: Der jüngste Sohn von Erich von Waldburg-Zeil, Eberhard (1940–2013), hatte 1966 eine Urenkelin des Grafen Johann Nepomuk von Harrach geheiratet.